# Ditaji Kambundji
Ditaji Kambundji (ur. 20 maja 2002 w Bernie) – szwajcarska lekkoatletka specjalizująca się w biegach krótkich przez płotki.
Halowa wicemistrzyni świata w 2025 w Nankinie. Czterokrotna medalistka mistrzostw Europy: na stadionie srebrna na 100 m ppł w 2024 oraz brązowa w 2022, a także złota w hali na 60 m ppł w 2025 oraz brązowa w 2023. Młodzieżowa mistrzyni Europy oraz mistrzyni Europy juniorów w biegu na 100 m przez płotki. Halowa rekordzistka Szwajcarii w biegu na 60 m przez płotki i pięciokrotna mistrzyni kraju.

## Życie prywatne
Jest najmłodszą z czterech córek Kongijczyka Sufako i Szwajcarki Ruth. Jej starsza siostra Mujinga jest także lekkoatletką, sprinterką w biegach płaskich.

## Osiągnięcia
| Rok  | Impreza                                    | Miejsce      | Konkurencja                | Lokata      | Wynik           |
| ---- | ------------------------------------------ | ------------ | -------------------------- | ----------- | --------------- |
| 2018 | Mistrzostwa Europy juniorów młodszych      | Győr         | bieg na 100 m przez płotki | 7. miejsce  | 13,77           |
| 2018 | Igrzyska olimpijskie młodzieży             | Buenos Aires | bieg na 100 m przez płotki | 14. miejsce | 28,42 (łącznie) |
| 2019 | Letni olimpijski festiwal młodzieży Europy | Baku         | bieg na 100 m przez płotki | 3. miejsce  | 13,63           |
| 2021 | Halowe mistrzostwa Europy                  | Toruń        | bieg na 60 m przez płotki  | półfinał    | 8,07            |
| 2021 | Mistrzostwa Europy juniorów                | Tallinn      | bieg na 100 m przez płotki | 1. miejsce  | 13,03           |
| 2021 | Igrzyska olimpijskie                       | Tokio        | bieg na 100 m przez płotki | eliminacje  | 13,17           |
| 2022 | Mistrzostwa świata                         | Eugene       | bieg na 100 m przez płotki | półfinał    | 12,70           |
| 2022 | Mistrzostwa Europy                         | Monachium    | bieg na 100 m przez płotki | 3. miejsce  | 12,74           |
| 2023 | Halowe mistrzostwa Europy                  | Stambuł      | bieg na 60 m przez płotki  | 3. miejsce  | 7,91            |
| 2023 | I dywizja drużynowych mistrzostw Europy    | Chorzów      | bieg na 100 m przez płotki | –           | DQ              |
| 2023 | Młodzieżowe mistrzostwa Europy             | Espoo        | bieg na 100 m przez płotki | 1. miejsce  | 12,68           |
| 2023 | Mistrzostwa świata                         | Budapeszt    | bieg na 100 m przez płotki | 7. miejsce  | 12,70           |
| 2024 | Mistrzostwa Europy                         | Rzym         | bieg na 100 m przez płotki | 2. miejsce  | 12,40           |
| 2024 | Igrzyska olimpijskie                       | Paryż        | bieg na 100 m przez płotki | półfinał    | 12,68           |
| 2025 | Halowe mistrzostwa Europy                  | Apeldoorn    | bieg na 60 m przez płotki  | 1. miejsce  | 7,67            |
| 2025 | Halowe mistrzostwa świata                  | Nankin       | bieg na 60 m przez płotki  | 2. miejsce  | 7,73            |
| 2025 | I dywizja drużynowych mistrzostw Europy    | Madryt       | bieg na 100 m przez płotki | 1. miejsce  | 12,39w          |

## Rekordy życiowe
- Bieg na 60 metrów (hala) – 7,31 (4 lutego 2023, Magglingen)
- Bieg na 60 metrów przez płotki (hala) – 7,67 (7 marca 2025, Apeldoorn) rekord Europy, 2. wynik w historii światowej lekkoatletyki
- Bieg na 100 metrów – 11,47 (26 maja 2022, Langenthal)
- Bieg na 100 metrów przez płotki – 12,40 (8 czerwca 2024, Rzym) rekord Szwajcarii, rekord Europy U23